# ابراهیم تاتلیسس
ابراهیم تاتلیسِس (به ترکی استانبولی: İbrahim Tatlıses؛ زادهٔ ۱ ژانویه ۱۹۵۲) خواننده، هنرپیشه و کارگردان اهل ترکیه است. پدر او از عرب های ترکیه و مادر او نیز از کُردهای ترکیه بوده اند. تاتلیسس افزون‌بر زبان ترکی، به زبان‌های عربی و کردی نیز تسلط کامل دارد. مردم در ترکیه نام ایبو را هم برای او استفاده می‌کنند. امپراتور (به ترکی استانبولی: İmparator) لقب متداولی برای اوست. وی در جنوب ترکیه و در شهر شانلی‌اورفه که شهری با جمعیتی متشکل از عرب‌ها، کُردها و ترکمن‌ها است، زاده شد. ابراهیم تاتلیسس در سال ۲۰۱۱ بهترین خواننده قرن ترکیه شد. او در ایران با نام ابراهیم تاتلیس هم شناخته می‌شود.
او با ترانه‌های ترکی خود در ترکیه، آسیای میانه و کشورهای خاورمیانه مثل جمهوری آذربایجان، ایران، افغانستان، عراق و سوریه مشهور است. همچنین تاتلیسس با ترانه‌های تورکی اش مشهور شده، ولی گهگاه به عربی و کردی نیز ترانه‌هایی خوانده است. وی افزون بر این، یک تاجر، رستوران‌دار، سازندهٔ شوهای موسیقی تلویزیونی و فعال در زمینهٔ گردشگری است و یک فرستندهٔ رادیویی خصوصی به نام «تاتلیسس» (به‌معنای «شیرین صدا») دارد. وی در پروژه‌های ساخت‌وساز در کردستان عراق نیز درگیر بوده است. وی اکنون در شهر ازمیر زندگی می‌کند و رستوران تاتلیسس را در این شهر تأسیس کرده است.

## زندگی شخصی
او برای نخستین بار با عدالت دوراک ازدواج کرد که حاصل آن یک پسر به نام احمد تاتلی و دو دختر به نام‌های گولشن و گولدن هستند. ابراهیم در سال ۱۹۷۹ با پریهان ساواش ازدواج کرد، حاصل این زندگی ۴ ساله، دختری به نام ملک زبیده است. تاتلیسس در سال ۱۹۸۳ با دریا تونا ازدواج کرد که حاصل آن یک پسر به نام ابراهیم یا ایدو است. ابراهیم در سال ۲۰۱۱ با عایشه‌گل ییلدیز ازدواج کرد که حاصل آن الیف آدا است. این دو در سال ۲۰۱۳ از هم جدا شدند. او در سال ۲۰۲۱ در برنامه ایبو شو از ازدواج خود با گلچین کاراکایا خبرداد.

## نحوه ورود به عرصه خوانندگی
ابراهیم تاتلیسس در خانواده‌ای پرجمعیت و فقیر به دنیا آمد و از کودکی کار می‌کرد. وی در اوایل جوانی برای کار به استانبول آمد و مدتی به دست‌فروشی و فروش نخودچی پرداخت. بعدها به فعالیت در امور آهن‌آلات ساختمانی مشغول شد. مهم‌ترین اتفاق زندگی وی آشنا شدنش با دوستی بود که در آدانا به فعالیت سینمایی مشغول بود. او صدای ابراهیم را کشف کرد و در واقع درهای شهرت را به رویش باز کرد. از آن پس ابراهیم در کازینوهای آدانا و آنکارا به روی صحنه می‌رفت. در اواسط سال ۱۹۷۰ ابراهیم به استانبول آمد و کار خود را در آنجا ادامه داد و با کمک خانواده‌اش نخستین آلبوم خود را به نام «کفش پاهایش» به صورت صفحهٔ گرامافون به بازار داد.

## ترور
در تاریخ ۱۳ مارس ۲۰۱۱ میلادی در محلهٔ شیشلی استانبول مورد حمله قرار گرفت که به جمجمهٔ او تیراندازی شد، ولی با جراحی زنده ماند. بر خلاف شایعات بسیار زیاد دربارهٔ جراح ابراهیم تاتلیسس جراح و نجات دهنده او دکتر ایلهان ایلماجی بود.

## حمایت از ارتش ترکیه
در هنگام حملهٔ ترکیه به عفرین در اداره خودمختار شمال و شرق سوریه در سال ۲۰۱۸، گروهی از خوانندگان و ورزشکاران ترکیه طی سفری تبلیغاتی رجب طیب اردوغان را همراهی کردند. ابراهیم تاتلیسس نیز به همراه آژدا پکان و سیبل جان، از جمله خوانندگانی بودند که با حضور در کنار اردوغان و خلوصی آکار در یک پاسگاه مرزی در استان حاتای در مرز ترکیه و سوریه به حمایت از حملهٔ ارتش ترکیه و نیروهای تحت‌الحمایهٔ آن به منطقه عفرین در سوریه پرداختند. حمایت وی از ارتش ترکیه سبب شد تا سفر وی به کردستان عراق در سال ۲۰۲۳ با اعتراضاتی همراه شود.

## آهنگ‌شناسی

### [۱۲]آلبوم‌ها
- Kara Kız (دختر مشکی (سیاه)) (۱۹۶۸)
- Beterin Beteri Var (از بد بدتر هم هست) (۱۹۶۹)
- Sevdim'de Sevilmedim (دوست داشتم اما من را دوست نداشتن) (۱۹۷٠)
- Yakma Beni Gel Güzelim (مرا نسوزان، زیبای من بیا) (۱۹۷۳)
- Ayağında Kundura (کفش پاهایش) (۱۹۷۵)
- Bir Yol Göster (راهی بنما) (۱۹۷۵)
- Ben İnsan Değilmiyim (من انسان نیستم؟) (۱۹۷۵)
- Sabuha (صبوحا) (۱۹۷۹)
- Ceylan (جیران) (۱۹۷۹)
- Ölürsem Kabrime Gelme İstemem (بمیرم هم روی قبرم نیا نمی‌خواهم) (۱۹۸۱)
- Acı Gerçekler (حقایق تلخ) (۱۹۸۱)
- Mutlu Ol Yeter (شاد باش همین کافیه) (۱۹۸۲)
- Yaşamak Bu Değil (این زندگی نیست) (۱۹۸۳)
- Yalan (دروغ) (۱۹۸۳)
- Benim Hayatım (زندگی من) (۱۹۸۴)
- Mavi Mavi (آبی آبی) (۱۹۸۵)
- Allah Allah - Hülya (خدایا خدایا - هولیا(اسم دخترانه)) (۱۹۸۶)
- Fosforlu Cevriyem (محیط پر زرق و برق من) (آلبوم زنده) (۱۹۸۸)
- Gülüm Benim - Gülümse Biraz (گل من - کمی بخند) (۱۹۸۸)
- Silerde Geçer (از بین خواهد رفت) (۱۹۸۹)
- Kara Zindan (زندان سیاه) (۱۹۸۹)
- İnsanlar (انسان‌ها) (۱۹۸۹)
- Türkü Dinle, Türkü Söyle (ترانه گوش کن، ترانه بخوان) (۱۹۹۰)
- Vur Gitsin Beni (بیا من را با تیر بزن) (۱۹۹۰)
- ?Hesabım Var - Söylim Mi (حسابی دارم - بگم؟) (۱۹۹۱)
- Ah Keşkem (ای کاش) (۱۹۹۲)
- Mega Aşk (عشق بزرگ) (۱۹۹۳)
- Ben Aşk İçin Ölürüm (من به‌خاطر عشق میمیرم) (۱۹۹۳)
- Haydi Söyle (زودباش بگو) (۱۹۹۴)
- Klasikleri (کلاسیک‌هایش) (۱۹۹۵)
- Ben'de İsterim(من هم می‌خواهم) (۱۹۹۶)
- At Gitsin (بینداز برود) (۱۹۹۸)
- Selam Olsun (درود بادا) (۱۹۹۹)
- ?Yetmez Mi (بس نیست؟) (۲۰۰۱)
- Tek Tek (یکی یکی) (۲۰۰۳)
- Aramam (نمی‌جویم) (۲۰۰۴)
- Sizler İçin (برای شماها) (تک‌آهنگ) (۲۰۰۵)
- Bulamadım (پیدا نکردم) (۲۰۰۷)
- Neden (چرا) (۲۰۰۸)
- Yağmurla Gelen Kadın (بانوی باران) (۲۰۰۹)
- Hani Gelecektin (پس چه شد می‌خواستی بیایی) (۲۰۱۰)
- Mucize (معجزه) (۲۰۱۱)
- Tatlıses Klasiği (کلاسیک‌های تاتلیسس) (۲٠۱۴)
- Yaylalar (ییلاقات) (۲٠۱۸)
- Milletin Duâsı (دعای ملت) (۲٠۱۸)
- Gelmesin (نیاد) (۲٠۲۱)
- Gözleri Bela Kız (دختر چشم بلا) (۲٠۲۳)
- Medine'ye Varamadım (به مدینه نرسیدم) (۲٠۲۳)
- Devamke (ادامه دهید) (۲٠۲۴)

## فیلم‌شناسی

### بازیگری
- ۱۹۸۰: Çile
- ۱۹۸۳: Günah
- ۱۹۸۱: Yaşamak Bu Değil
- ۱۹۸۴: Ayşem
- ۱۹۸۵: Yalnızım
- ۱۹۸۵: Mavi Mavi
- ۱۹۸۶: Sarhoş
- ۱۹۸۶: Gülümse Biraz
- ۱۹۸۷: Gülüm Benim
- ۱۹۸۷: Dertli Dertli
- ۱۹۸۸: Hülya
- ۱۹۸۸: Aşıksın
- ۱۹۸۹: Fosforlu
- ۱۹۹۷: Fırat

### کارگردانی
- ۱۹۸۲: Yalan (دروغ)
- ۱۹۸۳: Yorgun (خسته)
- ۱۹۸۳: Günah (گناه)
- ۱۹۸۴: Ayşem (عایشه من)
- ۱۹۸۶: Sarhoş (سرخوش)
- ۱۹۸۶: Gülümse Biraz (لبخندی بزن)
- ۱۹۸۶: Gülüm Benim (گل من)
- ۱۹۸۷: Dertli Dertli (دردمندانه)
- ۱۹۸۸: Hülya (هولیا)
- ۱۹۸۸: Aşıksın (تو عاشقی)
- ۱۹۹۷: Fırat (فرات)
- ۱۹۸۹ Allah allah (خدایا خدایا)

### نویسندگی
- ۱۹۸۳: Günah (گناه)

### تهیه‌کنندگی
- ۱۹۸۲: Yalan (دروغ)
- ۲۰۰۹: Mikail Aliyev anadili Atlanta Georgia 1 yerde